# Menticirrhus
Genre
Les poissons du genre Menticirrhus sont appelés bourrugues au Canada.

## Liste des espèces
- Menticirrhus americanus (Linnaeus, 1758).
- Menticirrhus elongatus (Günther, 1864).
- Menticirrhus littoralis (Holbrook, 1847).
- Menticirrhus nasus (Günther, 1868).
- Menticirrhus ophicephalus (Jenyns, 1840).
- Menticirrhus paitensis Hildebrand, 1946.
- Menticirrhus panamensis (Steindachner, 1877).
- Menticirrhus saxatilis (Bloch et Schneider, 1801).
- Menticirrhus undulatus (Girard, 1854).